# La Nava de Santiago
La Nava de Santiago – gmina w Hiszpanii, w prowincji Badajoz, w Estramadurze, o powierzchni 45,03 km². W 2011 roku gmina liczyła 1040 mieszkańców.